# Windows Meeting Space
 (janvier 2012).
Windows Meeting Space (nom de code Windows Collaboration), en français Espace de collaboration Windows, est le nom d'un programme de collaboration de peer-to-peer pour Windows Vista qui prend en charge entre deux et dix utilisateurs. Il n'existe cependant dans aucune version de Windows 7. Ce programme remplace l'ancien Windows NetMeeting. Cependant, certaines fonctions telles que le microphone et la possibilité de mettre en place une conférence audio ou vidéo ont été supprimées.
Windows Meeting Space prend en charge des réunions ad hoc, le partage d'applications, le transfert de fichiers et un système de messagerie simple au sein d'un même réseau (intranet) et fonctionne nativement à l'intérieur d'un même réseau. Cependant, entre deux réseaux, il exige l'implication du service informatique (des deux côtés) pour ouvrir les pare-feux. Pour l'utilisation sur Internet, Microsoft a créé l'application Microsoft SharedView qui permet aux utilisateurs d'ouvrir automatiquement les pare-feux en utilisant le protocole HTTP si nécessaire.
Windows Meeting Space a la possibilité de configurer automatiquement un réseau sans fil de type ad hoc s'il ne trouve pas de réseau existant, ce qui permet une utilisation dans une salle de conférence, un point d'accès sans fil (généralement Wifi) ou d'un endroit dépourvu de tout réseau internet. L'utilisateur peut rejoindre une session mise en place par un autre utilisateur ou démarrer une session et inviter d'autres personnes à le rejoindre. Cette application a la particularité d'être l'une des premières utilisées dans le cadre du peer-to-peer et nécessite l'usage du protocole de réseau IPv6. Windows Meeting Space utilise la prise en charge de Windows Vista pour le protocole Teredo afin d'autoriser les connexions en IPv6 à Internet.

## Caractéristiques
Windows Meeting Space permet de partager son bureau avec d'autres collègues, la distribution et la collaboration d'édition de documents, et des notes de passage pour d'autres participants. Les fonctionnalités de gestion de session comprennent des options pour démarrer une nouvelle session, rejoindre une session existante, inviter quelqu'un à rejoindre une session et accepter une invitation pour rejoindre une session en cours. 
Au démarrage d'une session ou d'un espace de travail, qui contiennent un espace de présentation, ce dernier est affiché. Une liste de notes est également présentée. Les utilisateurs du sous-réseau local, avec lesquels une session de collaboration peut être démarrée, sont automatiquement détectés en utilisant la fonctionnalité People Near Me, basée sur WS-Discovery présent dans l'implémentation du réseau peer-to-peer de Windows Vista. Les utilisateurs extérieurs au sous-réseau local doivent recevoir un courriel ou un fichier les invitant à participer à la session. Les applications peuvent être partagées lors d'une session, celles enregistrées sur le même réseau local à la session exclusivement. Lorsqu'une application est partagée, Windows Meeeting Space passe en mode présentation. Ainsi, les participants peuvent voir sur quoi travaille le présentateur et, de façon collaborative, peuvent éditer ou revoir l'instance de l'application partagée. 
Les versions plus avancées que Windows Starter and Home Basic peuvent profiter des avantages liés au réseau, Windows Starter and Home Basic est limité au mode "joindre" seulement. Le partage du bureau n'est plus disponible pour les administrateurs de serveurs, parce que sous Windows 2008, il n'y ni Netmeeting ni Windows Meeting Space. 